# The Battle of the Wills
The Battle of the Wills è un cortometraggio muto del 1911. Il nome del regista non viene riportato nei titoli del film che, prodotto dall'Independent Moving Pictures e distribuito dalla Motion Picture Distributors and Sales Company, aveva come interpreti King Baggot, Lucille Young e William E. Shay.

## Trama
Fidanzata a Roy Crawford, un giovane medico che si è recato nel West per lavoro, la bella Laura Danvers diventa preda di Pierre Rameau, un ipnotizzatore che usa i suoi talenti per metterla sotto l'influenza della sua volontà. Quando il dottor Crawford torna per sposare la ragazza, si vede respinto da lei senza capirne la ragione. Assiste, però a una scena tra Rameau e Laura che gli rivela quello che sta succedendo. Irato, aggredisce Rameau, prendendolo per il collo. Finirebbe per lo strozzarlo, ma Laura - che è uscita dalla trance - riesce a fermarlo. Durante il suo soggiorno nel West, Roy ha fatto degli studi sull'ipnotismo acquisendo quel potere che ora usa per costringere Rameau ad accettare una sfida con lui. Il medico vuole capire a che livello sia il suo rivale: i due uomini esercitano ognuno il proprio potere su Laura che, alla fine, sceglie Crawford che la prende tra le braccia. Quando la giovane lascia la stanza, Crawford si rivolge verso Rameau, ipnotizzandolo. Poi se ne va via, abbandonando il francese che si contorce agonizzante sul pavimento.

## Produzione
Il film fu prodotto dall'Independent Moving Pictures Co. of America (IMP).

## Distribuzione
Il film - un cortometraggio della lunghezza di 150 metri - uscì nelle sale cinematografiche statunitensi il 21 agosto 1911, distribuito dalla Motion Picture Distributors and Sales Company. Nelle proiezioni, veniva programmato con il sistema dello split reel, accorpato in un'unica bobina con un altro cortometraggio prodotto dalla IMP, il western Love in a Tepee.